# Xã Hesper, Quận Benson, Bắc Dakota
Xã Hesper (tiếng Anh: Hesper Township) là một xã thuộc quận Benson, tiểu bang Bắc Dakota, Hoa Kỳ. Năm 2010, dân số của xã này là 56 người.